# Alejandra Procuna
Alejandra Procuna (Cidade do México, 14 de agosto de 1969) é uma atriz mexicana.  Ficou conhecida no Brasil por sua participação nas telenovelas Maria do Bairro, como a vilã Brenda Ramos, e em O que a Vida me Roubou,  onde compartilhou créditos com Angelique Boyer e Sebastián Rulli. Em 2015, participou da telenovela Que te perdone Dios, história produzida por Angelli Nesma Medina, onde atuou ao lado da atriz Ana Patricia Rojo, no papel de Eduviges. Em 2017, a Televisa anunciou sua demissão após muitos anos de trabalho na emissora.

## Filmografia

### Telenovelas
- Golpe de suerte (2023) .... Irma
- Contigo sí (2021) .... Yolanda Morales
- La mexicana y el güero  (2020-2021) .... Isis de Robles
- Tenías que ser tú (2018) .... Atriz
- Corazón que miente (2016) .... Elena Solís Saldívar
- Que te perdone Dios (2015) .... Eduviges de la Cruz y Ferreira
- Hasta el fin del mundo (2014) .... Rosa Valera #1
- Lo que la vida me robó (2012-2013) .... Dominga García / Dominga García de Peralta
- Una familia con suerte (2011) .... Lidia
- Soy tu dueña  (2010) .... Brenda Castanho Lagunes
- Tormenta en el paraíso (2007-2008) .... Martha Valdivia
- Duelo de pasiones (2006) .... Mariana Montellano
- Amy, la niña de la mochila azul (2004) .... Minerva Camargo
- ¡Vivan los niños! (2002-2003) .... Diamantina Robles
- Navidad sin fin (2002)  .... Julieta Moreno
- Salomé (2001-2002) .... Rebeca Santos
- Carita de ángel (2000-2001) .... Morelba
- Siempre te amaré (2000) .... Olivia Salas de Berriozabal
- Alma rebelde (1999) .... Iris de Villarreal
- Nunca te olvidaré (1999) .... Mara Montalbán
- Vivo por Elena (1998).... Ely
- Huracán (1997) .... Deyanira
- Te sigo amando (1996-1997) .... Elisa
- Marisol (1996) .... Malú
- María la del barrio (1995-1996) .... Brenda Ramos do Real
- Bajo un mismo rostro (1995) .... Sonia
- Las secretas intenciones (1992) .... Clara Cardenal
- Cenizas y diamantes (1990-1991) .... Cynthia
- Yo compro esa mujer (1990) .... Georgette

### Filmes
- Luz y sombra (2004)
- Una luz en la calle (2002)
- Embrujo de rock (1998)
- Embrujo de rock (1995)
- La vibora (1995) .... Pilar
- Ayudame compadre (1992)

### Séries de TV
- Los simuladores .... Amalia Quiroz (1 episódio: Workaholic, 2009)
- Mujeres asesinas .... Clarissa (1 episódio: Soledad, cautiva, 2009)
- La Familia P.Luche .... Ex-Aluna (1 episódio: Reunión escolar, 2007)
- Big Brother VIP (2002) .... Competidora
- Mujer, casos de la vida real (10 episódios, 1997-2006)

### Teatro
- Pedro y el lobo
- Las Arpías